# Ушарал (Таласький район)
Ушара́л (каз. Үшарал) — село у складі Таласького району Жамбильської області Казахстану. Адміністративний центр Ушаральського сільського округу.
Населення — 1686 осіб (2021; 1056 у 2009, 1946 у 1999, 2321 у 1989).